# Kambreško
Kambreško este o localitate din comuna Kanal ob Soči, Slovenia, cu o populație de 137 de locuitori.